# F-1 (Satellit)
F-1 war ein vietnamesischer Satellit mit Cubesat-Architektur, der an der FPT University in Hanoi gebaut wurde.

## Aufbau
Das F-1-Projekt hatte die Aufgabe, die Ausbildung von Ingenieuren und Studenten der Luft- und Raumfahrttechnik zu fördern sowie ein fortschrittliches Drei-Achsen-Magnetometer zu erproben, das am Ångström Space Technology Center (ÅSTC) der Universität Uppsala entwickelt wurde. Zusätzlich befand sich eine niedrigauflösende Kamera (640 × 480 Pixel bei 8-Bit Farbtiefe) an Bord. Der Satellit sollte unter dem Amateurfunkrufzeichen XV1VN ein AX.25-Bakensignal auf 145,980 MHz im 2-m-Band senden.
Ein Prototyp des F-1-Satelliten wurde zunächst als 2-Unit-Cubesat (20 × 10 × 10 cm) gebaut, jedoch konnte der eigentliche Satellit auf die halbe Größe als 1-Unit-Cubesat (10 × 10 × 10 cm) reduziert werden.

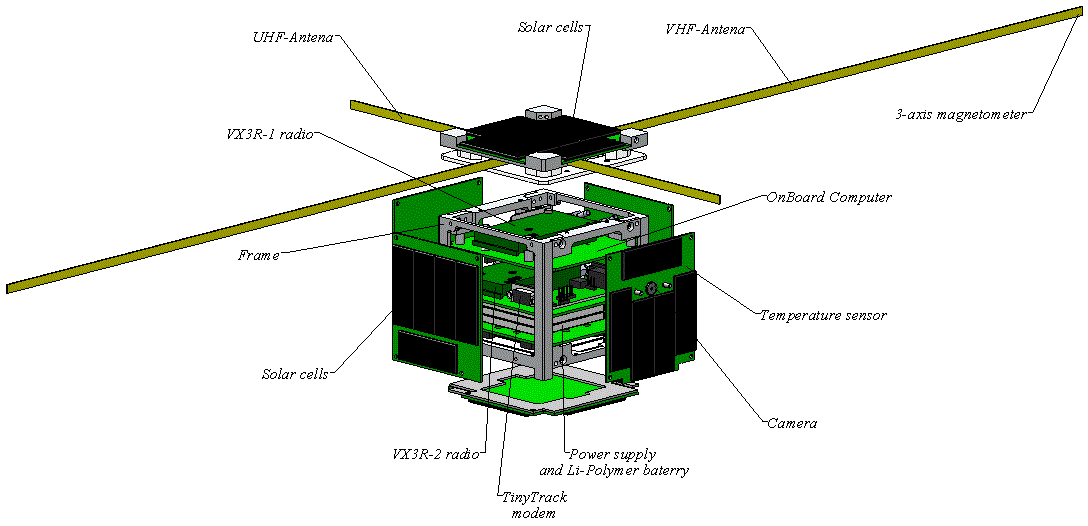
Aufbau des F-1-Cubesats

Ursprünglich war F-1 als Nutzlast auf der privat von der Firma Interorbital Systems entwickelten Neptune-Rakete geplant. Da diese Rakete jedoch bislang nicht zur Verfügung steht, arrangierte die FPT University den Start über die Firma NanoRacks, die für den Transport des Satelliten zur Internationalen Weltraumstation ISS und das Aussetzen von dort ins All verantwortlich ist.
F-1 wurde am 21. Juli 2012 in dem HTV-3 im Tanegashima Space Center gestartet und zur ISS gebracht. Von dort aus wurde er am 4. Oktober 2012, zusammen mit den vier anderen CubeSats RAIKO, WE WISH, FITSAT-1 und TechEdSat, ins Weltall freigesetzt.
Nach dem Aussetzen ins All konnten keine Signale von F-1 empfangen werden. F-1 trat am 10. Mai 2013 wieder in die Erdatmosphäre ein und verglühte.

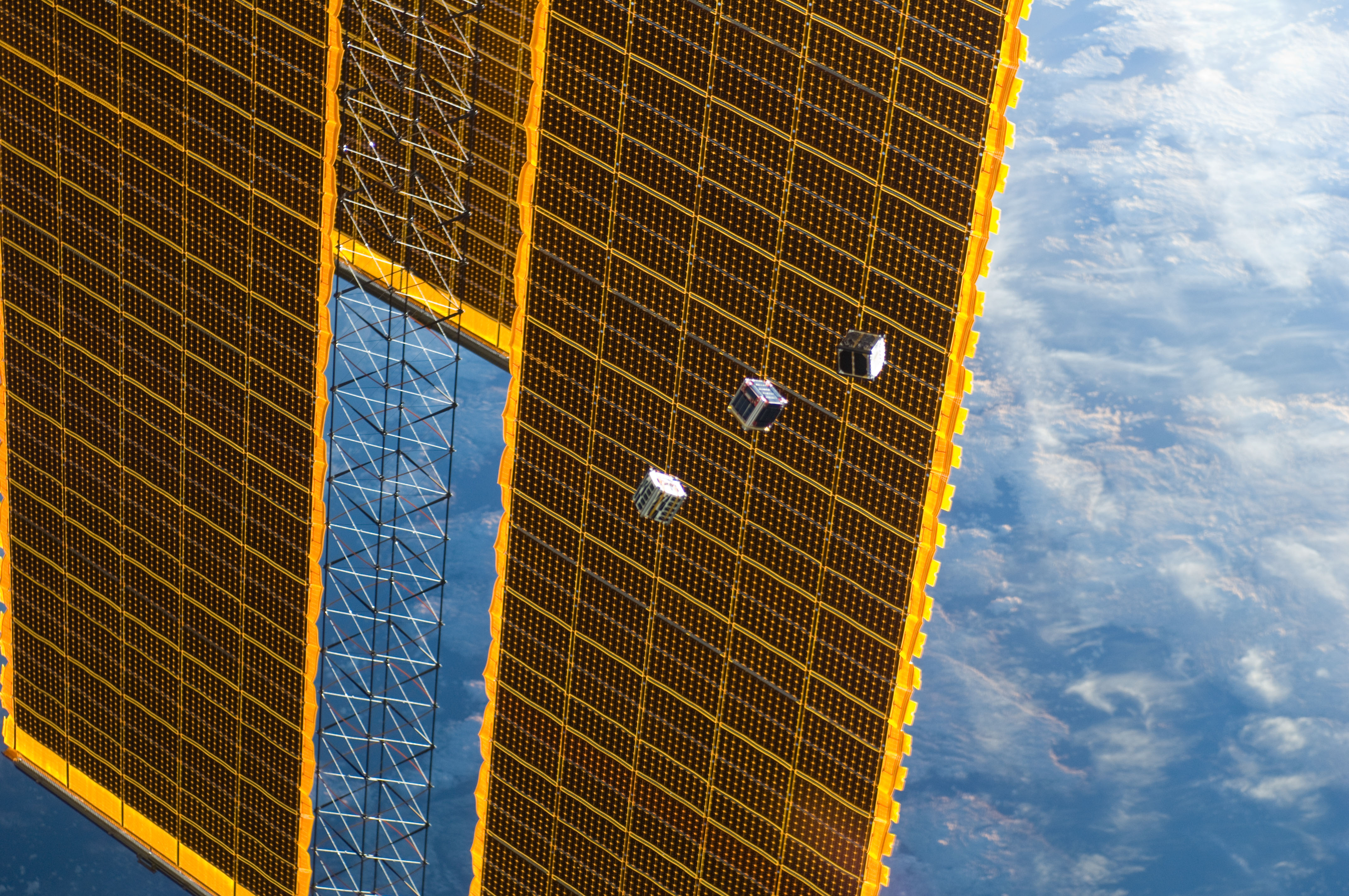
Aussetzen von CubeSats aus der ISS (von links nach rechts: TechEdSat, F-1 und FITSAT-1).
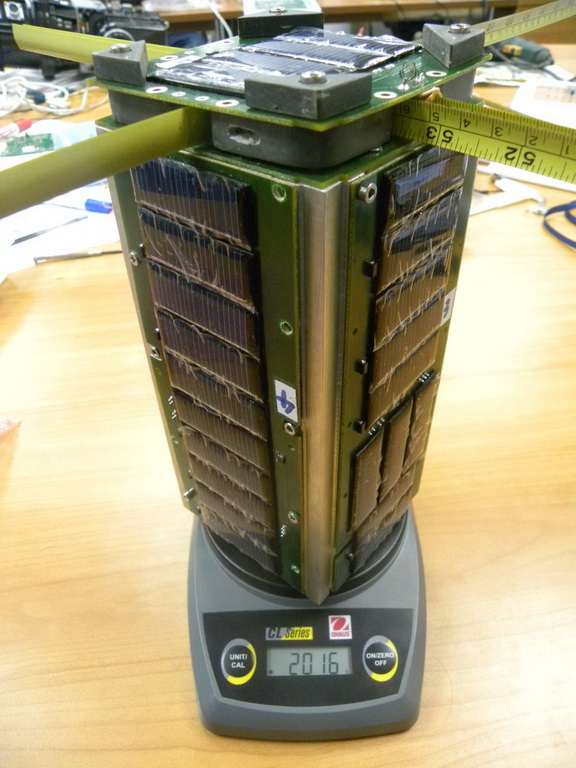
Prototyp als 2U-Cubesat
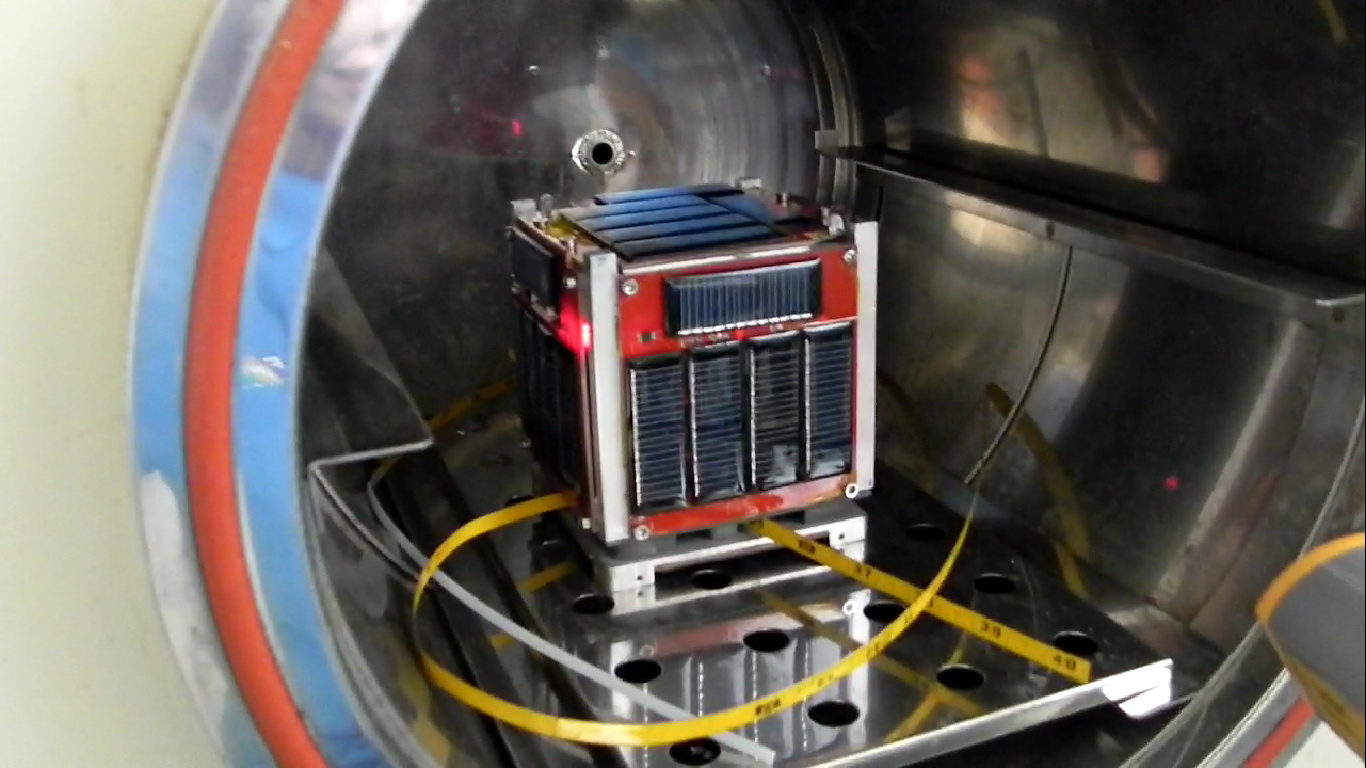
F-1 bei der thermischen Prüfung
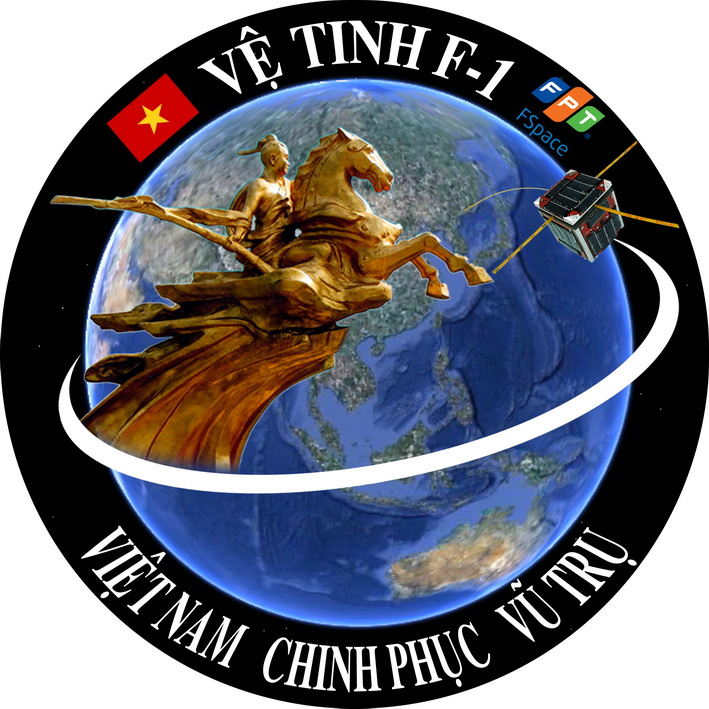
Logo der F-1-Mission